# 相模川佶延
相模川 佶延（さがみがわ よしのぶ、1917年7月13日 - 1987年1月22日）は、神奈川県愛甲郡南毛利村（現在の同県厚木市）出身で春日野部屋に所属した大相撲力士。本名は原島 寶（はらじま たから）。身長189cm、体重124kg。得意手は左四つ、突っ張り、上手投げ。最高位は西関脇（1944年5月場所）。

## 来歴
17歳の時に春日野部屋へ入門し、1935年5月場所で初土俵を踏んだ。
1937年5月場所で序二段優勝してから上昇気流に乗り、三段目・幕下・十両をそれぞれ1場所で突破し、1939年5月場所に於いて新入幕を果たした。
長身から繰り出す突っ張りは威力があり、それが上位へ進出する際の大きな武器になった。また、長身力士の専売特許とされる鯖折りで勝利することも多々あった。幕下時代から、「未来の横綱」「太刀山の再来」と騒がれた。
入幕2場所目の1940年1月場所で、新大関の羽黒山に初黒星を付けた。羽黒山とは、通算の対戦成績も4勝7敗と善戦した。1943年1月場所、新小結で10勝5敗、さらに関脇に昇って8勝7敗、11勝4敗と関脇で2場所連続で勝ち越した頃が最盛期。1944年1月場所では、千秋楽に勝てば優勝だった羽黒山を破って小結・佐賀ノ花の優勝に結果的に手を貸してしまったこともあった（当時は優勝決定戦はなく、番付上位の力士が優勝した）。
しかし、得意とした突っ張りが外れると四つ身は上手ではなかった。そのため、弱点を突かれると苦戦し、大関への挑戦は不発に終わった。1947年6月場所の1場所だけ「相模山」と改名したが初日不戦敗ののち休場し、すぐに四股名を「相模川」に戻している。
戦後は一気に衰え、1949年5月場所、十両に落ちたところで現役を引退。年寄名跡を取得できなかったため、引退後は日本相撲協会に残らなかった。
6代目尾上菊五郎が贔屓にした力士としても有名で、「相撲も踊りも、足が大切だ。」と踊りの稽古を相模川に勧めたと伝えられている。その後は、博多でキャバレーを経営するなどした。
1987年1月22日、逝去。享年69。
なお、没年月日は没後平成期になってから判明したもので、本名についても判明前は「原島 實(はらしま みのる)」となっていた。

## 双葉山の最後の相手
1945年6月場所初日、双葉山と対戦して敗れる。双葉山は翌日より休場し、二度と出場しないまま同年11月場所をもって引退したため、相模川は昭和の大横綱の最後の対戦相手として歴史に名を残すこととなった。
早くから打倒双葉を期待されていた相模川だったが、本場所での対決は10戦全敗でついに果たせずに終わった。

## 主な成績・記録
- 通算成績：163勝133敗9休 勝率.551
- 幕内成績：127勝120敗9休 勝率.514
- 現役在位：29場所
- 幕内在位：20場所
- 三役在位：5場所（関脇3場所、小結2場所）
- 金星：2個（羽黒山2個）
- 各段優勝
  - 三段目優勝：1回（1938年1月場所）
  - 序二段優勝：1回（1937年5月場所）

| 1935年 （昭和10年） | x                      | （前相撲）              | x                |
| 1936年 （昭和11年） | 新序 1–2               | 東序ノ口2枚目 5–1       | x                |
| 1937年 （昭和12年） | 西序二段3枚目 2–4      | 西序二段10枚目 優勝 7–0 | x                |
| 1938年 （昭和13年） | 西三段目3枚目 優勝 6–1 | 東幕下9枚目 6–1         | x                |
| 1939年 （昭和14年） | 東十両6枚目 9–4        | 東前頭16枚目 8–7        | x                |
| 1940年 （昭和15年） | 西前頭11枚目 5–10      | 西前頭14枚目 12–3       | x                |
| 1941年 （昭和16年） | 東前頭7枚目 6–9        | 東前頭11枚目 11–4       | x                |
| 1942年 （昭和17年） | 西前頭2枚目 7–8 ★      | 西前頭4枚目 10–5        | x                |
| 1943年 （昭和18年） | 東張出小結 10–5        | 西張出関脇 8–7          | x                |
| 1944年 （昭和19年） | 東張出関脇 11–4        | 西関脇 3–7              | 西前頭筆頭 8–2 ★ |
| 1945年 （昭和20年） | x                      | 東小結 1–6              | 東前頭5枚目 4–6  |
| 1946年 （昭和21年） | x                      | 国技館修理 のため中止   | 東前頭8枚目 6–7  |
| 1947年 （昭和22年） | x                      | 西前頭8枚目 0–1–9       | 西前頭18枚目 8–3 |
| 1948年 （昭和23年） | x                      | 西前頭10枚目 5–6        | 東前頭14枚目 2–9 |
| 1949年 （昭和24年） | 西前頭18枚目 2–11      | 西十両2枚目 引退 0–0–15 | x                |
| 各欄の数字は、「勝ち-負け-休場」を示す。 優勝 引退 休場 十両 幕下 三賞：敢=敢闘賞、殊=殊勲賞、技=技能賞 その他：★=金星 番付階級：幕内 - 十両 - 幕下 - 三段目 - 序二段 - 序ノ口 幕内序列：横綱 - 大関 - 関脇 - 小結 - 前頭（「#数字」は各位内の序列） |                        |                         |                  |

### 幕内対戦成績
| 愛知山         | 0 | 3    | 青葉山   | 6 | 1 | 明瀬川       | 1    | 0 | 旭川     | 3(1) | 0 |  |  |  |
| 東冨士         | 1 | 2    | 梅錦     | 0 | 2 | 大岩山(羽衣) | 3    | 2 | 大内山   | 0    | 1 |  |  |  |
| 大熊           | 2 | 0    | 大潮     | 1 | 2 | 大浪         | 2    | 0 | 大ノ海   | 0    | 1 |  |  |  |
| 大ノ森         | 1 | 0    | 小戸ヶ岩 | 1 | 0 | 大蛇潟       | 1(1) | 1 | 鏡里     | 0    | 1 |  |  |  |
| 柏戸           | 6 | 0    | 桂川     | 0 | 2 | 金湊         | 1    | 0 | 神風     | 5    | 3 |  |  |  |
| 清恵波         | 1 | 0    | 清美川   | 1 | 2 | 鬼竜川       | 1    | 0 | 九ヶ錦   | 5    | 2 |  |  |  |
| 九州錦         | 2 | 5(1) | 高津山   | 4 | 0 | 小松山       | 3    | 1 | 佐賀ノ花 | 6    | 7 |  |  |  |
| 佐渡ヶ嶋       | 2 | 0    | 清水川   | 1 | 0 | 鯱ノ里       | 2    | 2 | 信州山   | 2    | 0 |  |  |  |
| 高登           | 1 | 0    | 立田野   | 1 | 0 | 楯甲         | 1    | 1 | 玉ノ海   | 2    | 4 |  |  |  |
| 鶴ヶ嶺         | 3 | 4    | 照國     | 1 | 3 | 輝昇         | 3    | 4 | 十勝岩   | 3    | 1 |  |  |  |
| 巴潟           | 0 | 1    | 名寄岩   | 4 | 7 | 羽黒山       | 4    | 6 | 幡瀬川   | 0    | 1 |  |  |  |
| 盤石           | 1 | 0    | 番神山   | 1 | 0 | 備州山       | 2    | 2 | 常陸海   | 1    | 0 |  |  |  |
| 広瀬川         | 0 | 2    | 藤錦     | 1 | 0 | 二瀬川       | 3    | 4 | 二瀬山   | 0    | 1 |  |  |  |
| 双葉山         | 0 | 10   | 双見山   | 7 | 2 | 不動岩       | 1    | 0 | 前田山   | 1    | 4 |  |  |  |
| 前ノ山(醍醐山) | 0 | 1    | 松浦潟   | 4 | 3 | 三根山       | 1    | 2 | 緑國     | 0    | 2 |  |  |  |
| 緑嶋           | 0 | 3    | 山口     | 0 | 1 | 吉葉山       | 0    | 2 | 力道山   | 0    | 1 |  |  |  |
| 若潮           | 5 | 2    | 若瀬川   | 1 | 0 | 若葉山       | 1    | 1 | 若港     | 1    | 3 |  |  |  |